# Pangio anguillaris
Pangio anguillaris es una especie de pez de la familia Cobitidae en el orden de los Cypriniformes.

## Morfología
• Los machos pueden llegar alcanzar los 12 cm de longitud total.
- Número de  vértebras: 69-71.[2]

## Alimentación
Come invertebrados  bentónicos.

## Hábitat
Vive en zonas de clima tropical entre 24 °C - 26 °C de temperatura.

## Distribución geográfica
Se encuentran en Asia:  cuencas de los ríos  Mekong Chao Phraya, península de Malaca, Sumatra y Borneo.

## Interacción con los humanos
Es muy apreciado y consumido en el norte de  Tailandia central.

## Observaciones
De vez en cuando, es objeto del comercio de peces de acuario.